# Догра

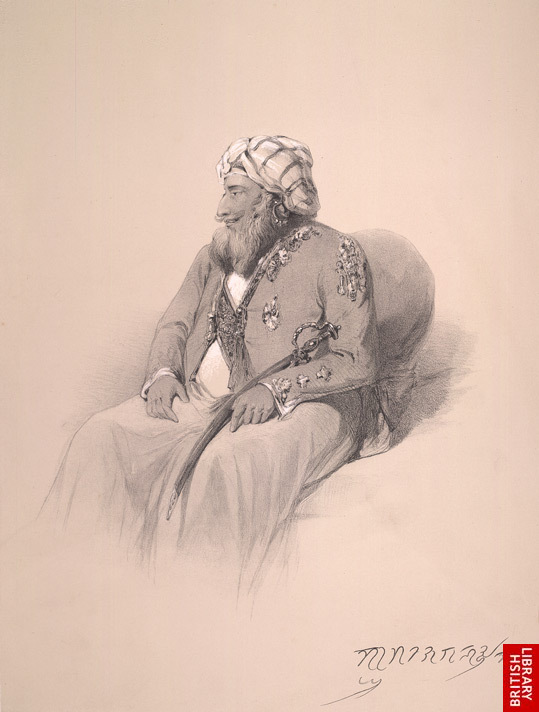
Махараджа Кашмира Гулаб Сингх (1792—1857)

Догра или догры (догри, кашмири, пенджаби, хинди, урду: ڈوگرا / डोगरा / догра; тибетский, ладакхи: སྀན་པ / син па или ཤྀན་པ / щин па) — индо-арийская этническая группа в Южной Азии. догра считают, что произошли от Сурьява́мша Раджпутов касты Чаттари, мигрировавших в древности из Раджпутаны (то есть, Раджастхана) в холмистые земли Джамму. Населяют Джамму в Джамму и Кашмире и соседние области Пенджаба, Химачал-Прадеша, и северо-восточный Пакистан. Они говорят на языке догри, признанном национальным языком в 2003. Большинство — индуисты, некоторые — последователи сикхизма или ислама.

## Регион Джамму
Джамму один из трёх регионов Джамму и Кашмира (вместе с Кашмирской долиной и Ладакхом), на севере ограничен Пир-Панджалом в средних Гималаях, на юге Пенджабом, на востоке Ладакхом и на западе Пакистаном. Город Джамму стоит в холмах у подножьев Гималаев, на высоте около 400 метров над уровнем моря, на равнине орошаемой реками Чинабом, Рави, Тави и Уджхом. Джамму — это зимняя столица штата, а Сринагар — летняя.
догра издавна населяли склоны Сивалика, священные берега озёр Сароиэн-сар и Маннсар. Сароиэн-сар находится в 30 км западнее Джамму. Они говорят на догри и, в основном, исповедуют индуизм. В XVI—XVII веках некоторые догра принимали ислам или сикхизм и расселялись из Джамму.

### Культурные особенности догра
- Куд — религиозный танец в честь лока-девов. Начинается ночью, обычно, спонтанно. Несколько человек начинают танцевать под музыку. это свободный танец для всех возрастов, мужчин и женщин. Он не регламентирован и люди вольно танцуют улавливая ритм других танцующих. Продолжается всю ночь, около 20-30 участников.
- Херен — народный уличный театр на празднике Лохри. 10-15 исполнителей, сейчас сохранился только в горных районах.
- Фьюмене и Джагарана — 15-20 женщин поют и танцуют провожая жениха на свадьбу.
- Бакх/гватри/карк/масад — хоровое пение 10 человек без музыки
- Гватри — повествователи исполняют какой-либо текст, а танцоры гватри изображают его танцем.
- Карак — народный танец. Исполняющие делятся на три группы: одни рассказывают легенду, другие играют на инструментах, третьи танцуют изображаю персонажей легенды.
- Бенте — танец и хоровое пение гуджджаров и бакервалов, обычно 5-7 человек[1].

## Этимология словДжаммуидогра
Относительно догра известно, что соседи издавна именовали жителей Джамму — «даггар». Некоторые пытались связать «Джамму» с Джамбудвипа (Остров древа Джамбу). Сэр Вальтер Гамильтон писал: (Description of Hindustan, стр. 499), «Возможно в древности океан действительно доходил до этих гор и эти высокие равнины были островом». Великий китайский путешественник Сюаньцзан писал о долине в Памире, что это «центр Джамбудвипы». Некоторые связывают имя с Джамбаванта или Джамвантом, Рикшараджей (царём-медведем из армии царя Сугривы в Рамаяне), который медитировал в пещере Пир Кхо на берегу Тави. Более популярна версия о радже Джамбулочане, основавшим город в XIV веке до н. э. В соответствии с Имперским справочником Индии (Imperial Gazetteer of India) первоначально словом «догра» называли людей, живших между озёрами Сруинсар и Мансар. Двигарт Деш («страна меж двух впадин»), со временем слово сократилось до Дуггар и Дугра, затем стало «догра».

## Кланы догра
- Амбарай
- Андотра
- Багхал
- Баджджу
- Баджял
- Бадьял
- Балвал
- Балотра
- Балхотра
- Бандрал
- Барготра
- Бару
- Билаурья
- Буча
- Бхадвал
- Бхао
- Бхулван
- Вхадарвах
- Ганотра
- Голерья
- Гулурия
- Дарора
- Деонья
- Джагги
- Джадж
- Джалотра
- Джамвал
- Джандьял
- Джаррал
- Джасвал
- Джасротья
- Калери
- Катил
- Каточ
- Кахлотра
- Киштварья
- Куллу
- Кхаджурья
- Кхадотра
- Кхаракхатр
- Лалотра
- Лангех
- Маготра
- Манджотра
- Мандьял
- Мандьял
- Манкотья
- Манхас
- Нагьял
- Панотра
- Патанья
- Патьял
- Пхаготра
- Равалай
- Раквал
- Раротра
- Рачьял
- Саббай
- Сагана
- Садатья
- Саласья
- Самбьял
- Самнотра
- Самсал
- Санготра
- Санотра
- Сармори
- Сукетья
- Сулехья
- Сумбрия
- Суру
- Таготра
- Хантал
- Хунс
- Чамбьял
- Чарак
- Чарготра
- Чаттар
- Чиб

## Царский дом Джамму и Кашмира
Хронология правителей Джамму восходит к эпохе Рамаяны. Более того, они возводили свою родословную к Икшваку, солнечной династии Эпической Индии (из этого рода происходил и Рама. Он считается «кулдевата» — божеством-хранителем догра). Рагхуванши, его потомок, 'Агнигарбха', живший отшельником, пришёл в Нагаркот (Кангра, Химчал-Прадеш), в Сивалике. Раджа Кангры узнал о его благородном происхождении и отдал ему свою дочь и часть царства. Река Рави стала границей Нагаркота. Агнигарбха захватил несколько деревень в Катхуа и объявил себя суверенным царём. После его смерти его сын Баюшарва (1530—1500 год до н. э.) женился на принцессе Парола (Катхуа). Её звали Эрван и она умерла молодой. Раджа основал город Эрван на месте её смерти, сейчас там только деревушка, но махарани поминают во время праздника 13-14 апреля. Баюшарва раздвинул границы до реки Уджх. Его правнук, Бахулочан переселился из Эрвана на берег реки Тави. Бахулочан погиб в битве с Чадарами, раджем Сиалкота (Шаялкот), и его молодой брат Джамбулочан (1320—1290 годы до н. э.) взощёл на трон. Джамбулочан охотился на берегах Тави и решил сесть в засаду в кустах, и он увилел как тигр (или лев, тогда они ещё водились в Индии) и козёл пьют воду из реки вместе. Он решил, что это хорошое место и основал город Джамму. Его потомок, Раджа Шактикаран (1200—1177 годы до н. э.) разработал собственную письменность для догри. Другой потомок, Джасдев основал город Джасрота на берегу реки Уджх. Другой раджа Куран Дев построил форт на берегу реки Басантар. В последние века до н. э. эти земли были завоёваны индо-греками, столицу перенесли в Сиялкот.
Просвещённым правителем Джамму был раджа Ранджит Дев, (1728—1780), который провёл социальные реформы, запретил «сати» (самосожжение вдовы) и умерщвление новорождённых девочек. Позже Махараджа Ранджит Сингх, присоединил Джамму к Сикхской Империи. Сингх поставил своего генерала Гулаба Сингха из рода «Джамвал», губернатором Джамму. Его командующий Зоравар Сингх расширил было границы княжества, захватив в 1841 г. земли западной части Тибета, граничащие с Ладакхом, но в конце 1841 г. войска догра были наголову разгромлены тибетцами, а Зоравар Сингх пал от руки тибетского военачальника Мигмара. Война была перенесена на территорию, подконтрольную администрации Гулаба Сингха, восстали ладакхцы. Лишь решительные действия Гулаба Сингха позволили весной 1842 г. спасти осаждённый тибетцами Лех и разгромить в августе 1842 г. основные силы тибетских войск. Война закончилась признанием статуса кво и восстановлением торговых отношений между Тибетом и покорённым дограми Ладакхом.
Сикхам номинально подчинялись земли Джамму, Кашмира, княжества Ладакх и эмирата Хунза, Гилгит и Княжество Нагар. После англо-сикхской войны 1846 года, британцы назначили Гулаба Синха махараджей Кашмира, хотя сикхи сочли его предателем. Пратап Сингх, (царствовал с 1855) построил Банихал-Картскую дорогу (B.C. Road) для облегчения связи, в том числе телеграфной. Последним правителем стал Хари Сингх, царствовавший с 1925. Он сделал начальное образование обязательным, запретил детские браки, открыл храмы для низших каст. В 1947 году он присоединился к Индийскому Союзу. Узел этнических противоречий, накапливавшихся в Кашмирском регионе веками, оказалось нельзя было разрубить одним ударом. Узнав о переходе Хари Сингха на сторону Индии, пакистанцы вторглись в Кашмирскую долину, которую считали мусульманской, то есть частью Пакистана. В 1951 Хари Сингх отрёкся от престола и его сын Каран Сингх 'Sadr-e-Riyasat' ('Президентом Провинции') и губернатором штата в 1964 году. Формально он является Махараджей Джамму и Кашмира до сих пор.

## Культура догра
Дограская культура — индоарийская по происхождению. Догра делятся на касты, как и большинство индусов.

### Религия, искусство, литература и музыка

#### Религия
Джамму и Кашмир является священной землёй для многих индусов.
- Вайшно-деви: считается воплощением Мата Парвати — матери богов. Святилище расположено в горах Шивалик.
- Амарнатх: пещера-храм Шивы (творца-хранителя-разрушителя). Ледяной столб образующийся в пещере в марте-апреле почитается, как нерукотворный шива-лингам.
- Храм Рагхунат: построен раджам догра в Джмму. Шедевр дограской архитектуры, посвящён Раме — предку догра.

#### Изобразительное искусство
Распространён сталь пахари, возникший в 1675. Басоли стал местом, где стиль пахари развился в басольский стиль. Ему покровительствовал раджи Крипал Пал, Сансар Чанд, Балвант Сингх. Благодаря покровительству раджей, догра могут называть басольский стиль своим собственным художественным достижением.

#### Музыка
Множество песен на разные случаи жизни: воспевающие любовь, героизм и самопожертвование, посвящённые событиям семейной жизни. Например 'Бйяан' — песня на рождение младенца мужского пола и другие.

### Свадьбы
Дограский традиционный брак называется 'дохри' (двойной) — семьи обмениваются невестами, то есть свою девушку отдают за жениха из другой семьи, также девушка из второй семьи выходит за мужчину из первой семьи. 'Готра' и 'кула' — сохраняется экзогамия. 'Чадар пана' — обязательная свадьба неженатого брата умершего и его вдовы, иногода встречается в Джамму. Детские браки имеют место (девушки 10-14 лет, и юноши 15-18 лет), но Хари Сингх запретил их, повысив возраст до 16 и 18 лет соответственно. Изредка в холмистых районах Удхампура, Катхуа и Доды, встречаются семьи с наложницами, которых эвфемически называют 'сопряжённые'.

### Кухня
Пшеница, кукуруза и баджра являются основным продуктом питания, также рис, крупы и манго. Мита мадра — любимое блюда (молоко, сухофрукты и миндаль). Фасоль, тыква и пальмовый сахар также употребляются в праздничные дни. Шеф-поваров называют сьянс, как правило, они брахманы. Хотя многие — вегетарианцы, догра любят баранину с гранатовым и лимонным соком, жаренную на углях. Кеур — блюда из муки, масла и творога, его подают жениху на свадьбе. Клаари едят в сезон дождей, его готовят из муки, творога и масла и подают в формочках, в которые вливают молоко. Баббру или патору — мука, обжаренная в горчичном масле, подают с картофелем и творогом. Кхир — молоко с рисом и сухофруктами, часто подают на праздники.
Ещё одним популярным экзотическим блюдом является гучийян (сушёные грибы — чёрные сморчки), добавляют в некоторые блюда. Грибы собирают в лесах или выращивают; цена грибов около 500 рупий за 100 граммов. Особенно любят делать грибы с картофелем (Пахади Алу).
Шафран или «кесар» широко используется для ароматизации сладких блюд и из-за его антиоксидантных свойств.

### Воинское искусство
Догра считают храбрыми воинами. Дограский полк был в Британской индийской армии, сражался в двух мировых войнах в Европе, Азии и Африке. Индийская армия переформировала его в стрелковый полк и в него берут не только догра. Стрелки Джамму и Кашмира — другое национальное воинское формирование бывшего княжества, в основном, состояло из догра. Включено в Индийскую армию и переформировано.

## Знаменитые догра
- Раджа Ранджит Дев, дограский правитель
- Махараджа Гулаб Сингх, служил Ранджит Сингжу, стал махарджей Джамму и Кашмира
- Зоравар Сингх, генерал
- Махараджа Хари Сингх (1895—1961), последний царствовавший махараджа
- др. Каран Сингх, сын Хари Сингха. Политик, дипломат, формально махараджа Джамму и Кашмира
- мр. П. С. Догра, генерал индийской полиции
- Шеш Паул Вайд, генерал полиции[4]
- мр. А. С. Догра, начальник лесоохранного управления в Пенджабе
- мр. Х. С. Догра, IES, Director General, Central Public Works Department, Govt. of India
- мр. М. Л. Догра, директор Федерации лёгкой атлетики Индии
- Сансар Чанд— (1900—1995) Знаменитый художник
- Ракха, Алла — музыкант
- Падма Сачдев — писатель
- Миян Дидо — знаменитый дограский боец (XIX век)
- Прем Нат Догра
- Арджун Джога Бонито Догра
- Акшайя Судхир Кумар Догра
- Баба Чамлиял, он же Дулип Сингх Манхас — воин-святой
- Кундан Лал Сайгал — певец и актёр
- Риши Кумар Коушал — основатель Праджа Паришад
- Маллика Пукхрадж — певец
- А. С. Ананд — верховный судья Индии
- Ш. Вачаспати Шарма — ситарист
- Банси Лал Шарма[5] — геолог, участник 9-й индийской антарктической экспедиции
- генерал Н. С. Видж — бывший генерал генштаба
- Виджай Кумар — серебряный медалист Олимпиады 2012
- Дуни Бхай Пант — писатель
- Лала Ханс Радж Махаджан — первый премьер-министр Джамму и Кашмира и бывший министр юстиции Индии